# أوسكار كينيدي
أوسكار كينيدي (بالإنجليزية: Oscar Kennedy)‏، من مواليد 21 يونيو 1999 في نوتنغهام، هو ممثل تلفزيوني وسينمائي بريطاني بعد أن كان له أدوار تلفزيونية في مطاردة (2012) و دخيلة (2016) و منزل من الوطن والتراجع والسقوط (2017) و النعيم (2018) و لودود (2019-2022) و حطام (2022) وفي فيلم الرجل ذو القلب الحديدي (2017) و خارج المدرسة إلى الأبد في عام 2021.

## حياة
ولد كينيدي في نوتنغهام. نما حبه للتمثيل من حضور نادي الدراما في مدرسته في المدرسة الابتدائية، مما أدى إلى خضوعه لتجربة أداء للدراسة في ورشة عمل تلفزيون جونيور المركزية، مما أدى إلى تمثيله في أول دور له على الشاشة كشاب نايجل سلاتر في خبز محمص (2010). كينيدي يمثله كيرتس براون.

## وصلات خارجية
- أوسكار كينيدي على موقع IMDb (الإنجليزية)
- أوسكار كينيدي على موقع روتن توميتوز (الإنجليزية)
- أوسكار كينيدي على موقع ألو سيني (الفرنسية)
- أوسكار كينيدي على موقع قاعدة بيانات الفيلم (الإنجليزية)